# Per Holmberg (skådespelare)
Per-Erik Holmberg von Brömssen, känd som Per Holmberg, född 19 maj 1951 i Engelbrekts församling, Stockholm, är en svensk skådespelare.

## Biografi
Efter att ha genomgått Adolf Fredriks musikskola började Per Holmberg arbeta med teater på Pistolteatern i Gamla Stan i Stockholm under senare delen av 1960-talet. Efter några år där utbildade han sig vid Teaterhögskolan i Göteborg 1970–1973. Så följde engagemang vid bland annat stadsteatrarna i Uppsala och Norrköping-Linköping. De båda sistnämnda teatrarna har han senare också återkommande gästspelat vid genom åren. Från början av 1980-talet och fram till 1991 var han anställd vid Kungliga Dramatiska Teatern. Under en tid spelade han också på Maximteatern i Stockholm. Vid sidan av teaterrollerna har Holmberg även gestaltat ett stort antal film- och TV-roller. Bland dem kan nämnas rollen som "Henrik Bjurhed" under tio år i SVT-serien Rederiet. Holmberg har även verkat som regissör och har som sådan ett 15-tal teateruppsättningar bakom sig. Under åren 2004–2010 drev han Medevi Brunnsteater, en verksamhet som han startade och utvecklade tillsammans med sin hustru Moniqa Sunnerberg. Där gav de pjäser av bland andra Holberg och Molière.

## Filmografi
- 1988 – Varuhuset (TV-serie)
- 1990 – Smash (TV-serie)
- 1991 – Storstad (TV-serie)
- 1992 – Hassel – Svarta banken
- 1992–1996 – Rederiet (TV-serie)
- 1996 – Lilla Jönssonligan och cornflakeskuppen
- 1996 – Anna Holt – polis (TV-serie)
- 1998 – Tre Kronor (TV-serie)
- 1998–1999 – Vänner och fiender (TV-serie)
- 1999 – Ett litet rött paket (TV-serie)
- 2000 – Nya tider (TV-serie)
- 2001 – Eva & Adam – fyra födelsedagar och ett fiasko
- 2002 – Cleo (TV-serie)
- 2002 – Taurus (TV-serie)
- 2002 – Rederiet (TV-serie)
- 2006 – Cuppen
- 2007 – Beck – Gamen
- 2008 – Svensson, Svensson (TV-serie)
- 2009 – Oskyldigt dömd (TV-serie)
- 2011 – Arne Dahl: Misterioso (TV-serie)

## Teater

### Roller (ej komplett)
| År   | Roll                                 | Produktion                                        | Regi           | Teater                   |
| ---- | ------------------------------------ | ------------------------------------------------- | -------------- | ------------------------ |
| 1988 | Konstapel Smith, en av tre Eddie     | Tolvskillingsoperan Bertolt Brecht och Kurt Weill | Peter Langdal  | Dramaten                 |
| 2003 |                                      | Dreyfus Magnus Dahlström                          | Claes Lundberg | Östgötateatern           |
| 2018 | Ludvig "Ludde" Blomkvist, bokbindare | Pilsner & penseldrag Gideon Wahlberg              | Ulf Dohlsten   | Vallarnas friluftsteater |